# 이슬람 연대 경기 대회
이슬람 연대 경기 대회(아랍어: ألعاب التضامن الإسلامي, 영어: Islamic Solidarity Games)는 이슬람 협력 기구 회원국들이 참여하는 종합 스포츠 대회이다. 이슬람 협력 기구(OIC)와 이슬람 연대 스포츠 연맹(ISSF)이 공동 관리한다. 2005년 사우디아라비아의 메카에서 제1회 대회가 열렸다.

## 역대 대회
| 횟수       | 연도   | 개최지                |
| ---------- | ------ | --------------------- |
| 1회        | 2005년 | 사우디아라비아 메카   |
| 2회 (취소) | 2010년 | 이란 테헤란           |
| 3회        | 2013년 | 인도네시아 팔렘방     |
| 4회        | 2017년 | 아제르바이잔 바쿠     |
| 5회        | 2021년 | 튀르키예 콘야         |
| 6회        | 2025년 | 사우디아라비아 리야드 |

- 제2회 대회는 원래 2009년에 열릴 예정이었다가 2010년으로 연기되었다. 그러나 페르시아만의 이름에 대한 논쟁을 둘러싼 이란과 아랍 세계 국가들 간의 분쟁으로 인하여 취소되었다.
- 제5회 대회는 원래 2021년에 열릴 예정이었다가 코로나19 범유행의 여파로 인하여 2022년으로 연기되었다. 그러나 4년 주기를 유지하기 위하여 2021년 이슬람 연대 경기 대회라는 이름으로 개최되었다.
- 이슬람 연대 스포츠 연맹(ISSF)은 2021년 4월에 카메룬 야운데를 2025년 이슬람 연대 경기 대회 개최 도시로 선정했다. 그러나 이슬람 연대 스포츠 연맹은 2024년 5월에 2025년 이슬람 연대 경기 대회를 사우디아라비아 리야드에서 개최한다고 발표했다.